# 四智
四智，大乘佛教術語，指佛所成就的四種圓滿的智慧：一大圓鏡智，二平等性智，三妙觀察智，四成所作智。

也稱四智相應心品，又簡稱四智心品，通常會說佛是「四智圓明」。

## 釋義
一、大圓鏡智，轉異熟識得此智慧，如大圓鏡現諸色像。如是如來鏡智之中，能現眾生諸善惡業，以是因緣，此智名為大圓鏡智。依大悲故恒緣眾生，依大智故常如法性，雙觀真俗無有間斷，常能執持無漏根身，一切功德為所依止。

二、平等性智，轉我見識（末那識、第七識）得此智慧，是以能證自佗平等二無我性，如是名為平等性智。

三、妙觀察智，轉分別識（意識）得此智慧，能觀諸法自相共相，於眾會前說諸妙法，能令眾生得不退轉，以是名為妙觀察智。

四、成所作智，轉五種識（眼耳鼻舌身五識）得此智慧，能現一切種種化身，令諸眾生成熟善業，以是因緣，名為成所作智。

如是四智而為上首，具足八萬四千智門，如是一切諸功德法，名為如來自受用身。